# Bree Schaaf
Bree A. Schaaf, zeitweise während ihrer Ehe als Bree Schaaf Boyer (* 28. Mai 1980 in Bremerton) ist eine US-amerikanische Sportjournalistin und ehemalige Skeleton- und Bobpilotin.
Bree Schaaf lebt in Huntington Beach. Sie studierte an der Portland State University und spielte dort Volleyball. Das Studium, das sie mit Auszeichnung als Bachelor in der Fachrichtung Anthropologie abschloss, wurde ihr durch ein Volleyball-Stipendium ermöglicht.
Schaafs Trainer waren Orvie Garrett und Troy Engel. Sie fuhr seit 2002 Skeleton und gehörte seit 2006 zum Nationalkader der USA. 2003 wurde Schaaf Fünfte bei den US-Meisterschaften. Im November 2004 trat sie erstmals in Igls bei einem Skeleton-Europacup-Rennen bei einer internationalen Veranstaltung an und wurde Elfte. Anschließend trat sie bei verschiedenen Rennen im Europa- und im America’s Cup an und konnte sich dabei häufig auf vorderen Rängen platzieren. In der Gesamtwertung des Europacups der Saison 2005/06 wurde die Amerikanerin zweite hinter Marion Trott. Ende November 2006 debütierte Bree Schaaf in Calgary im Skeleton-Weltcup. In ihrem ersten Rennen erreichte sie ihre beste Platzierung, einen sechsten Rang. Die Gesamtwertung 2006/07 schloss sie als 12. ab.

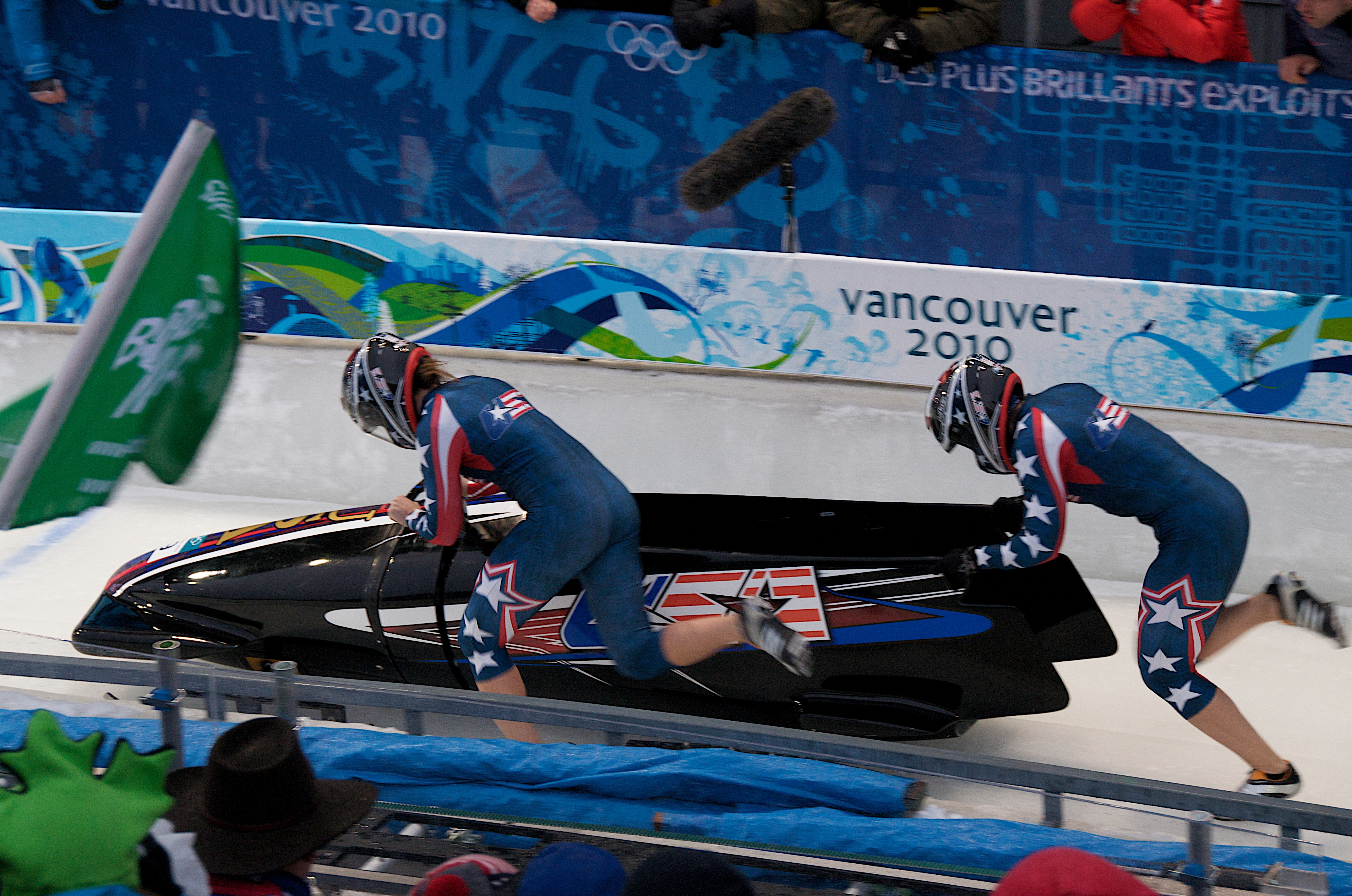
Schaaf/Azevedo am Start bei den Olympischen Spielen 2010

Nach der Saison wechselte Schaaf von Skeleton zum Bobsport. Hier debütierte sie im Januar 2008 in Park City im America’s Cup, der Rennserie unter dem Weltcup, und musste sich nur der Kanadierin Amanda Stepenko geschlagen geben. Die folgenden Rennen beendete sie meist auf Podestplätzen oder nur wenig dahinter. Ihren ersten Sieg konnte sie im November des Jahres in Calgary feiern. Im Februar 2009 bestritt die US-Amerikanerin auf der Olympiabahn von Whistler ihr erstes Rennen im Bob-Weltcup und erreichte als Sechstplatzierte sofort ein Top-Resultat, eine Woche später erreichte sie in Park City ein um noch einen Rang besseres Resultat. Bei der Bob-Weltmeisterschaft 2009 in Lake Placid erreichte Schaaf mit ihrer Anschieberin Emily Azevedo den zehnten Platz. Zum Ende der Saison gewann sie mit Tracy Call ein Rennen im America’s Cup in Lake Placid und wurde Zweite. Im Januar 2010 fuhr sie mit Eric Bernotas, John Napier, T. J. Burns, Ingrid Marcum uns Noelle Pikus-Pace im Mannschaftswettbewerb in Königssee als Drittplatzierter erstmals auf das Podium. Höhepunkt der Saison wurden die Olympischen Winterspiele 2010 in Canmore, wo sie mit ihrer Anschieberin Azevedo Fünfte wurde.
Die Saison 2010/11 begann mit einem Sieg bei einem Rennen im America’s Cup in Park City. Nach einer durchwachsenen Saison ohne herausragende Ergebnisse wurde Schaaf mit Azevedo Neunte bei den Weltmeisterschaften am Königssee, mit der Mannschaft USA I wurde sie gar nur Zehnte. Auch die folgende Saison verlief ähnlich durchwachsen, bei der Bob-Weltmeisterschaft 2012 in Lake Placid wurden Schaaf/Azevedo Zwölfte. Die nächsten Rennen folgten erst zum Auftakt der folgenden Saison im America’s Cup in Park City, wo Schaaf mit ihrer neuen Anschieberin Kristi Koplin beide Rennen gewann. Es folgten drei weitere Siege in Calgary und zwei Siege in Lake Placid. Damit gewann sie alle sieben Rennen der Saison, bei denen sie antrat. Im November 2013 startete sie nochmals für fünf America’s-Cup-Rennen in Calgary und Park City, wobei sie einen zweiten, zwei dritte und zwei Vierte Plätze einfuhr. Für die Olympischen Winterspiele 2014 in Sotschi war Schaaf Ersatzfrau des US-amerikanischen Bobteams. Nach der Saison beendete sie ihre Karriere.
Schon seit 2009 arbeitete Schaaf für Universal Sports Network als Kommentatorin in Bob- und Skeletonrennen. Auch während der Olympischen Spiele 2014 arbeitete sie als Expertin und Kommentatorin für NBC. Aktuell (2017) kommentiert sie den Livestream, der auf der FIL-Webseite weltweit verbreitet wird.

## Einzelbelege
1. ↑  2010 Winter Olympics: Former Portland State volleyball player Bree Schaaf pursues medal in U.S. bobsled (englisch)

| Personendaten    | Personendaten                                            |
| ---------------- | -------------------------------------------------------- |
| NAME             | Schaaf, Bree                                             |
| ALTERNATIVNAMEN  | Schaaf, Bree A.; Schaaf Boyer, Bree (vollständiger Name) |
| KURZBESCHREIBUNG | US-amerikanische Skeletonpilotin                         |
| GEBURTSDATUM     | 28. Mai 1980                                             |
| GEBURTSORT       | Bremerton                                                |